# گروه نقطه‌ای در سه بعد
| · تقارن پیچشی · Cs, (*) · [ ] =         | · تقارن دوری · Cnv, (*nn) · [n] =      | · تقارن دووجهی · Dnh, (*n22) · [n,2] =  |
| گروه چندوجهی، [n,3]، (*n32)             |                                        |                                         |
| · تقارن چهاروجهی · Td, (*332) · [3,3] = | · تقارن هشت‌وجهی · Oh, (*432) · [4,3] = | · تقارن بیست‌وجهی · Ih, (*532) · [5,3] = |

در هندسه، گروه نقطه ای در سه بعد (به انگلیسی: Point Group in Three Dimensions)، گروهی ایزومتری در فضای سه بعدی است که مبدأ مختصات را ثابت نگه می‌دارد، یا به عبارتی دیگر، گروه ایزومتری کره است. این گروه، زیرگروهی از گروه متعامد {\displaystyle O(3)}، یعنی گروه تمام ایزومتری ایی که مبدأ مختصات را ثابت نگه می‌دارند می‌باشد، یا به عبارتی دیگر، گروه تمام ماتریس‌های متعامد. خود {\displaystyle O(3)} زیرگروهی از گروه اقلیدسی {\displaystyle E(3)}، شامل تمام ایزومتری‌های این فضا می‌باشد.
گروه‌های تقارنی اشیاء، گروه‌های ایزومتری اند. بر همین اساس، آنالیز گروه‌های ایزومتری، همان آنالیز تقارن‌های ممکن است. تمامی ایزومتری‌های یک شیء سه بعدی کراندار، دارای یک یا چند نقطه ثابت مشترک اند. ما یکی از این نقاط را به عنوان مبدأ انتخاب می‌کنیم.
گروه تقارنی یک شیء را برخی مواقع گروه تقارنی کامل نامیده، و در مقابل آن گروه دورانی یا گروه تقارنی محض قرار دارد که اشتراک گروه تقارنی کامل و گروه دورانی {\displaystyle SO(3)} از خود فضای سه بعدی می‌باشد. گروه دورانی ی شیء برابر با گروه تقارنی کامل است اگر و تنها گر شیء مورد نظر کایرال (دست‌سان) باشد.
گروه‌های نقطه‌ای در سه بعد، به شدت در شیمی به کار می‌روند، به‌خصوص جهت توصیف تقارن‌های یک مولکول و اوربیتال‌های مولکولی که در تشکیل پیوندهای کووالانسی دخیل بوده، و در این بستر به آن‌ها گروه‌های نقطه‌ای مولکولی نیز گفته می‌شود. ک و ک د
گروه‌های کوکستر متناهی، مجموعه خاصی از گروه‌های نقطه‌ای اند که می‌توان آن‌ها را فقط با کمک مجموعه‌ای از انعکاس‌های آینه‌ای گذرنده از همان نقطه تولید نمود. یک گروه کوکستر از رتبه n، دارای n تقارن آینه‌ای است که به وسیله یک دیاگرام کوکستر-داینکین نمایش داده می‌شود. نمادگذاری کوکستر، نمادگذاری برحسب براکت‌ها است که معادل با دیاگرام کوکستر می‌باشد، به گونه‌ای که نمادهای مخصوصی برای دوران و سایر زیر-تقارن‌های گروه‌های نقطه‌ای می‌باشد.